# Маллинг, Матильда
Матильда Маллинг, урождённая Крузе (швед. Ingrid Mathilda Malling; 20 января 1864, Сконе — 21 марта 1942, Копенгаген) — шведская писательница, известная также под псевдонимом Стелла Клеве.

## Биография и творчество
Матильда Крузе родилась 20 января 1864 года в Норра Мельбю (Сконе). Она была первым ребёнком Франса Оскара Крузе и его жены Анны Марии Матильды. После учёбы в Стокгольме, Швейцарии и Копенгагене Матильда вернулась в Швецию, поселилась в родных местах и начала заниматься литературным творчеством. В 1886 году она тайно обручилась с Петером Маллингом. В 1890 году они заключили официальный брак и уехали в Копенгаген. После смерти Петера в 1913 году Матильда осталась в Дании и почти ежегодно издавала по новому роману.
В общей сложности на протяжении четырёх десятилетий Матильда Маллинг написала около 30 книг. В их числе ряд исторических романов, воспоминания о детстве в Сконе, одна комедия, сборник сказок и пр. Крайне неоднозначную реакцию вызвали её ранние произведения, опубликованные под псевдонимом Стелла Клеве: подчёркнуто женским, тогда как многие женщины-писательницы того времени, напротив, скрывались за мужскими псевдонимами. В их числе романы «Berta Funcke» (1855) и «Alice Brandt» (1888), своего рода портреты молодых современных женщин. Они были сочтены скандальными и провокационными, а имя «Стелла Клеве» стало синонимом моральной распущенности — до такой степени, что один из журналов, напечатавший рассказ писательницы, был вынужден прекратить существование. Публикация Альмой Окермарк романа Крузе «Pyrrhussegrar» вызвала критику не только со стороны консервативной части населения, но и от Софи Адлерспаре, бывшей тогда одной из наиболее известных участниц движения за женские права.
Под псевдонимом Матильда Маллинг писала совсем недолго, около двух лет. Последним её произведением, подписанным «Стелла Клеве», стал рассказ в декадентском духе «Höstdagar. Ur en mans dagbok», опубликованный в датском журнале «Ny Jord». После этого в её творчестве наступил длительный перерыв. Лишь в 1894 году Матильда анонимно издала в Дании книгу под заглавием «En roman om förste konsuln»: исторический роман на шведском языке. Критики, ранее не принимавшие писательницу и её творчество, дали этой работе высокую оценку. С этих пор Матильда Маллинг печаталась в издательстве Bonnier, выпускавшим её романы одновременно в Швеции и в Дании. Однако это уже были не те смелые и оригинальные авангардные произведения, которые писательница создавала ранее.
Матильда Маллинг умерла в Копенгагене 21 марта 1942 года.